# Maikerlin Astudillo
Maikerlin Astudillo (Ciudad Guayana, Venezuela, 10 de mayo de 1992) es una futbolista profesional venezolana, se desempeña en el terreno de juego como mediocampista ofensiva y su actual equipo es el Secció Deportiva AEM de la Segunda División Femenina de España. Astudillo ha tenido un recorrido importante en Latinoamérica como ha sido participar seis veces en la Copa Libertadores Femenina (torneo más importante de Latinoamérica), donde en una oportunidad quedaron subcampeonas con el Club Estudiantes de Guárico; también es importante resaltar que tuvo la oportunidad de marcar un gol en dicho torneo. May ha sido llamada a la Selección de Venezuela desde 2015, sin desaprovechar ninguna convocatoria. Con dicha Selección ha participado en la Copa América Chile 2018, donde quedó en el 11 ideal; también en los Juegos Centroamericanos 2018, dónde fue catalogada como la mejor jugadora de la Selección de Venezuela. Cabe resaltar que Astudillo es una jugadora que cualquier equipo querría tener por su tipo de juego dentro y fuera del campo.
El 17 de enero de 2021 Maikerlin Astudillo marcó su primer gol en la liga Reto Iberdrola el cual le dio la victoria a su equipo, Astudillo sigue siendo titular en cada partido y dejando grandes aportes importantes en cada uno. “Mayke” actualmente se encuentra en Lleida siendo titular indiscutible con el AEM y siendo llamada a la Selección de Venezuela en cada fecha FIFA.

## Clubes
| Club                      | País      | Año        |
| ------------------------- | --------- | ---------- |
| Estudiantes de Guarico FC | Venezuela | 2011- 2019 |
| Real Betis Féminas        | España    | 2019- 2020 |
| CF Femenino Cáceres       | España    | 2020- 2020 |
| CDE Racing Féminas        | España    | 2020- 2021 |